# Bei der blonden Kathrein (film 1934)
Bei der blonden Kathrein è un film del 1934 diretto da Franz Seitz.

## Trama
A Würzburg, Leopold, benché ancora studente, vorrebbe sposare la bionda Kathrein, padrona dell'Oca d'oro. Per cercare di dissuadere dalla sua idea Leopold, Minna, la zia di Kathrein, scrive una lettera a Valentin, il padre del ragazzo. Al loro arrivo, i genitori di Leopold vengono a sapere che la ragazza ama in realtà Stefan, il maestro cantiniere della locanda. Ma, nel frattempo, la madre di Leopold ha già annunciato a Stefan il matrimonio del figlio con Kathrein, provocando la gelosia e la delusione del giovane che decide di lasciare il suo lavoro all'Oca d'oro. Si riconcilierà con l'amata quando Leopold lascerà perdere i suoi progetti di matrimonio, lasciando libera Kathrein.

## Produzione
Il film fu prodotto dalla Bavaria Film AG (München-Geiselgasteig). Leo Leux scrisse la musica della canzone So jung ist das Leben nie wieder (parole di Hans Hannes e Peter Kringel).

## Distribuzione
Il 29 maggio 1934, il film venne presentato a Berlino al Primus-Palast e al Titania-Palast.